# Mohand Belkacem Hacene Bahloul
Pour les articles homonymes, voir Belkacem et Bahloul.
Mohand Belkacem Hacene Bahloul, né le 14 décembre 1939, est un homme politique algérien. Membre du Front de libération nationale, il est député de la deuxième circonscription électorale de la wilaya de Béjaïa au cours de la troisième législature (1987-1992).